# Морская полиция: Спецотдел (сезон 6)
Список эпизодов шестого сезона телевизионной драмы «Морская полиция: Спецотдел» (NCIS), который выходил в эфир в период с 23 сентября 2008 по 19 мая 2009 года. Новый руководитель NCIS Леон Вэнс становится постоянным персонажем. После окончания второго эпизода, МакГи, Зива и Тони возвращаются в команду. Эпизод «Легенда», состоящий из двух частей, представил команду, которая позже появится в спин-оффе сериала «Морская полиция: Лос-Анджелес».

## В ролях
| Имя                    | Исполнитель     | В ролях    | Периодический персонаж |
| ---------------------- | --------------- | ---------- | ---------------------- |
| Лерой Джетро Гиббс     | Марк Хэрмон     | весь сезон | н/д                    |
| Энтони ДиНоззо         | Майкл Уэзерли   | весь сезон | н/д                    |
| Зива Давид             | Коте де Пабло   | весь сезон | н/д                    |
| Эбби Шуто              | Поли Перретт    | весь сезон | н/д                    |
| Тимоти МакГи           | Шон Мюррей      | весь сезон | н/д                    |
| Лион Вэнс              | Роки Кэрролл    | весь сезон | н/д                    |
| Дональд «Даки» Маллард | Дэвид Маккаллум | весь сезон | н/д                    |
| Джимми Палмер          | Брайан Дитцен   | весь сезон | н/д                    |

## Эпизоды
| № | #  | Название                                      | Режиссёр              | Сценарист                                 | Дата показа в США | Зрители США (миллионы) |
| --- | -- | --------------------------------------------- | --------------------- | ----------------------------------------- | ----------------- | ---------------------- |
| 114 | 1  | «Последний герой» «Last Man Standing»         | Тони Уормби           | Шейн Бреннан                              | 23 сентября 2008  | 18,03                  |
| Зива поет в ночном клубе, ходит между столов, и замечает стоящий у стола кейс, который через несколько секунд взрывается. Гиббс входит в офис, где сидит его новая команда – агенты Ли, Лэнгер и Китинг. Ли и Китинг спорят из-за папки с делом, а Лэнгер недоволен тем, что ему приходится отвечать на звонки по телефону Тони, а ему звонят одни женщины. Они получают вызов и едут на место убийства. |    |                                               |                       |                                           |                   |                        |
| 115 | 2  | «Агент за бортом» «Agent Afloat»              | Томас Дж. Райт        | Дэн Фесман и Дэвид Норт                   | 30 сентября 2008  | 17,47                  |
| Тони выбегает на палубу авианосца, где на самом краю видит сложенную униформу Чэда Эванса. Все думают, будто Эванс прыгнул за борт, но никто не видел, как это произошло и было ли на самом деле. Тем временем в офисе МакГи и Зива пытаются поддержать беседу, но у них ничего не выходит, поскольку обоим не хватает Тони и его шуток. Появляется Гиббс, и он говорит команде, что получил сообщение от Тони – о моряке, якобы прыгнувшем за борт авианосца. Они отправляются в дом жены Эванса, и когда та не открывает, Зива заглядывает в окно и видит её труп. |    |                                               |                       |                                           |                   |                        |
| 116 | 3  | «Преступление на Капитолии» «Capitol Offense» | Деннис Смит           | Фрэнк Кардеа и Джордж Шенк                | 7 октября 2008    | 16,29                  |
| Двое велосипедистов едут наперегонки по лесной тропинке, и парень случайно падает в воду. Девушка останавливается и видит, что из ручья, куда свалился её приятель, на поверхность всплыл труп женщины в военной форме. Зива преподносит Эбби кекс в знак благодарности за то, что та позволила ей переночевать у неё. Тони сразу же интересуется, с чего бы это Зиве ночевать у Эбби, но девушки только улыбаются в ответ. Появляется Гиббс и говорит команде собираться – в парке было найдено тело Кэрри МакЛеллан. |    |                                               |                       |                                           |                   |                        |
| 117 | 4  | «Глубокий тыл» «Heartland»                    | Тони Уормби           | Джесс Стерн                               | 14 октября 2008   | 18,04                  |
| Вышибала выставляет троих подвыпивших морпехов из бара, один из них говорит, что забыл бумажник и возвращается за ним. В этот момент откуда-то появляются двое типов с бейсбольными битами, избивают двоих оставшихся и скрываются раньше, чем третий успевает выйти. Выйдя на улицу с бумажником, третий находит одного из своих друзей мертвым, а второго – сильно избитым. |    |                                               |                       |                                           |                   |                        |
| 118 | 5  | «Девять жизней» «Nine Lives»                  | Деннис Смит           | Линда Барстин, Дэн Фесман и Дэвид Норт    | 21 октября 2008   | 17,23                  |
| Девушка по имени Лиз возвращается с утренней пробежки и видит, что у её машины спустило колесо. Лиз входит во двор дома Роба, стучит в дверь гаража, и когда никто не открывает, она входит сама, берет ключ, вляпывается во что-то мокрое, и когда зажигает свет, то видит Роба мертвым. Его труп прислонен к стене, руки подняты, и на теле видны порезы. |    |                                               |                       |                                           |                   |                        |
| 119 | 6  | «Убийство, версия 2.0» «Murder 2.0»           | Арвин Браун           | Стивен Байндер                            | 28 октября 2008   | 17,26                  |
| Девушка возвращается домой со службы, там её встречает бойфренд, который нечаянно её пугает, решив устроить сюрприз по поводу их годовщины. Девушка идет в душ, включает воду и видит, что вода окрашена кровью. МакГи приходит в офис и видит возле своего компьютера Зиву, которая приказывает ему удалить фотографии, которые тот сохранил. Гиббс собирает их, и команда едет к дому, где находят тело, спрятанное в водонапорной башне. |    |                                               |                       |                                           |                   |                        |
| 120 | 7  | «Побочный ущерб» «Collateral Damage»          | Терренс О’Хара        | Альфонсо Морено                           | 11 ноября 2008    | 18,75                  |
| Двое банковских охранников беседуют между собой, и когда одного из них мальчик случайно задевает мороженым, он идет в туалет, а когда выходит, то видит, что банк захвачен грабителями. Один из грабителей наставляет на него пистолет и убивает. Тони проводит собеседование в офисе – ему поручено подобрать новичка. Появляется Гиббс и сообщает команде, что в Квантико было совершено ограбление банка, при котором погиб охранник Рэй Витторио. |    |                                               |                       |                                           |                   |                        |
| 121 | 8  | «Маскировка» «Cloak»                          | Джеймс Уитмор-младший | Джесс Стерн                               | 18 ноября 2008    | 17,99                  |
| Женщина на фургоне доставки привозит большой ящик к воротам базы. Двое охраняющих ворота морпехов спрашивают, кто прислал ящик и что внутри, и когда его открывают, внутри оказывается замороженный покойник. Приехавшие агенты осматривают ящик, Тони спрашивает охрану, что находится за воротами, и те отвечают, что база засекречена. Тони фотографирует набираемый пароль, а Даки осматривает тело и говорит, что покойника обложили сухим льдом, чтобы сохранить труп. Он узнает покойника, так как тот недавно побывал в его морге, и говорит, что его нужно вернуть обратно. |    |                                               |                       |                                           |                   |                        |
| 122 | 9  | «Кинжал» «Dagger»                             | Деннис Смит           | Рид Штайнер и Кристофер Уэйлд             | 25 ноября 2008    | 18,12                  |
| Мужчина гонится за девочкой по лесу, догоняет её, ловит и уносит с собой, оставив на земле только её туфельку. На следующий день Тони и МакГи сидят в кофейне и наблюдают за Мишель, которая должна с кем-то встретиться здесь, а Гиббс ведёт наружное наблюдение из машины. Мишель входит в кофейню, садится за столик, оставляет на краю сложенную газету, затем уходит, а газету забирает странно одетый мужчина. Тони и МакГи бегут за ним, но Мишель сталкивается с Тони на входе и обливает его кофе, а МакГи теряет незнакомца из виду. |    |                                               |                       |                                           |                   |                        |
| 123 | 10 | «Убийство на дороге» «Road Kill»              | Томас Дж. Райт        | Стивен Крайозер                           | 2 декабря 2008    | 18,52                  |
| Двое подростков стоят за деревьями и смотрят на вечеринку у костра. Парень предлагает девушке пойти к остальным и показывает бутылку с выпивкой. Они выходят, но компания вдруг начинает кричать и разбегается в разные стороны, парень оборачивается и видит избитого мужчину, который делает несколько шагов и падает на землю. На следующее утро Тони сидит за компьютером и снимает себя на веб-камеру для сайта с конкурсами. Зива спрашивает, что тот делает, и когда Тони объясняет, она называет это ребячеством. МакГи в свою очередь, строит перед камерой рожи, а Тони помогает ему сделать рожу еще более страшной. Следом появляется Гиббс и говорит, что они едут к найденному в лесу трупу Грега Коллинза. |    |                                               |                       |                                           |                   |                        |
| 124 | 11 | «Тихая ночь» «Silent Night»                   | Тони Уормби           | Фрэнк Кардеа и Джордж Шенк                | 16 декабря 2008   | 19,94                  |
| Парень из службы доставки подъезжает к дому, стучит в дверь, и когда ему никто не открывает, он заглядывает в окно и видит хозяев дома мертвыми, а рядом с окном – какого-то мужчину. На следующий день Зива и Леон возвращаются из супермаркета – Зива помогала шефу выбирать подарки, а Гиббс сообщает им о новом деле, которое предстоит расследовать, несмотря на праздники. МакГи замечает, что со стороны полиции с ними будет работать детектив Кемп. Тони отвечает, что встречался с женой Кемпа четыре месяца перед тем, как та вышла замуж. |    |                                               |                       |                                           |                   |                        |
| 125 | 12 | «В клетке» «Caged»                            | Лесли Либман          | Альфонсо Морено                           | 6 января 2009     | 19,10                  |
| Несколько молодых людей снимают в лесу любительский фильм ужасов. Режиссёр объясняет девушке, как она должна кричать, и та, отойдя на несколько шагов, проваливается в старый колодец. Девушка кричит, режиссёр замечает, что в этот раз звук лучше, остальные подходят к колодцу и видят там скелет. Зива и Тони приходят в офис, где МакГи спорит с сотрудником автомастерской, который никак не починит его машину. Следом приходит Гиббс и сообщает, что у них новое дело – в лесу был обнаружен скелет человека в военной форме. |    |                                               |                       |                                           |                   |                        |
| 126 | 13 | «Раненая птица» «Broken Bird»                 | Джеймс Уитмор-младший | Джесс Стерн                               | 13 января 2009    | 18,62                  |
| Моряк прощается со своей девушкой, и когда та уходит, к нему подходит другая, говорит, что не простит ему того, что он с ней сделал, поворачивается и быстро уходит. Парень же стоит на месте, вытаскивает из тела нож и падает на землю. Тони и Зива осматривают коробку, присланную МакГи, и гадают, что в ней может быть. Зива собирается открыть коробку, но приходит МакГи, открывает её и показывает им три своих старых компьютера. В офис приходит Гиббс и говорит, что у них новое дело – убийство Кевина Лина. |    |                                               |                       |                                           |                   |                        |
| 127 | 14 | «Любовь и война» «Love and War»               | Терренс О’Хара        | Стивен Байндер и Дэвид Норт               | 27 января 2009    | 19,20                  |
| Мужчина едет на машине по темной дороге и переезжает что-то. Остановившись, он выходит на дорогу и видит лежащую человеческую фигуру, которая при ближайшем рассмотрении оказывается манекеном. Мужчина берет телефон, но сигнала нет, а в темноте у дороги кто-то прячется. Наутро Тони пытается справиться с компьютером, Зива звонит в техподдержку, но появляется МакГи и устраняет ошибку. Следом появляется Гиббс и говорит, что у них сообщение о пропавшем человеке. |    |                                               |                       |                                           |                   |                        |
| 128 | 15 | «Deliverance» «Спасение»                      | Деннис Смит           | Дэн Фесман и Рид Штайнер                  | 10 февраля 2009   | 18,03                  |
| Покупатель оружия встречается с продавцом в заброшенном здании, показывает ему свой товар, и когда тот стреляет из автомата по стеклам, с крыши падает труп и повисает на цепи, на которую подвешен за ноги. МакГи говорит Тони, что ему звонила какая-то Мелинда, но он не записал её номер телефона, и Тони сразу же начинает поучать его, что номер – это самая важная часть сообщения. |    |                                               |                       |                                           |                   |                        |
| 129 | 16 | «Bounce» «Отдача»                             | Арвин Браун           | Стивен Байндер и Дэвид Норт               | 17 февраля 2009   | 18,06                  |
| Мужчина выходит из номера отеля с чемоданом, выбрасывает его в мусоропровод, а потом представляется регистратору как Тони ДиНоззо. На следующее утро Тони приходит на работу с похмелья, и на вопросы Зивы и МакГи отвечает, что вчера пил. Когда появляется Гиббс, то начинает спрашивать Тони, где он пил и кто может подтвердить его алиби. Затем команда едет в отель, в мусорном контейнере рядом с которым было найдено тело мужчины, упакованное в дорожный чемодан. |    |                                               |                       |                                           |                   |                        |
| 130 | 17 | «South by Southwest» «К югу через юго-запад»  | Томас Дж. Райт        | Фрэнк Кардеа и Джордж Шенк                | 24 февраля 2009   | 18,27                  |
| Мужчина бежит по пустынной улице, заталкивает в почтовый ящик коробку, спешно надписав на бумажке, кому она адресована. Его преследует чёрный автомобиль, и сидящий в нем некто убивает его. Тони получает сообщение от юридической фирмы в Лондоне, представитель который пытался с ним связаться. Группа выезжает на место убийства и обнаруживает, что застреленный мужчина был агентом морской полиции Паттерсоном. |    |                                               |                       |                                           |                   |                        |
| 131 | 18 | «Knockout» «Нокаут»                           | Тони Уормби           | Джесс Стерн                               | 17 марта 2009     | 15,84                  |
| Женщина и мужчина входят в номер отеля, и когда женщина уходит в ванную, мужчина видит на столе записку. В этот момент на него нападают и утаскивают прочь, и когда женщина открывает дверь, то видит на пороге Вэнса. Тот говорит, что она может пойти с ним добровольно, или же будет арестована. |    |                                               |                       |                                           |                   |                        |
| 132 | 19 | «Hide and Seek» «Прятки»                      | Деннис Смит           | Дэн Фесман                                | 24 марта 2009     | 17,83                  |
| Военный разговаривает через Интернет со своей дочерью, а когда к монитору подходит жена, связь прерывается. Женщина подходит к сыну, который играет в видеоигру, и так как тот не убрал в комнате, она выключает игру. Открыв ящик его стола, она находит там коробку с порножурналом, под которой спрятан пистолет. В это время Тони спрашивает остальных, почему клей не прилипает к внутренней стороне пузырька. Появляется Эбби и говорит им, что был найден пистолет – его подобрал ребенок, но её никто не слушает. Следом входит Гиббс и говорит, что в барабане пистолета были найдены следы мозга, и им предстоит найти тело.                                                                                    |    |                                               |                       |                                           |                   |                        |
| 133 | 20 | «Dead Reckoning» «Точный расчёт»              | Терренс О’Хара        | Дэвид Норт, Рид Штайнер и Кристофер Уэйлд | 31 марта 2009     | 17,23                  |
| На стройке происходит перестрелка, в которой Трент Корт убивает двоих мужчин и обставляет все так, будто бы они перебили друг друга, а после сообщает о перестрелке в морскую полицию. Гиббс приезжает на стройку один, видит там Корта, и тот говорит, что оба этих человека перестреляли друг друга, и что оба являются членами преступной организации, возглавляемой кем-то по имени Сираво. |    |                                               |                       |                                           |                   |                        |
| 134 | 21 | «Toxic» «Яд»                                  | Томас Дж. Райт        | Стивен Байндер                            | 7 апреля 2009     | 17,81                  |
| Родители укладывают ребенка спать затем выходят в соседнюю комнату и начинают ссориться. Ссора прекращается, когда через передатчик из детской комнаты они слышат чей-то голос, просящий о помощи. Тем временем в офисе Тони устраивает в своём столе весеннюю уборку, а Эбби возвращается от дантиста и говорит, что один из её зубов заболел. Появляется Гиббс, и команда едет в переулок, где было найдено тело Марко Риггса. |    |                                               |                       |                                           |                   |                        |
| 135 | 22 | «Legend (Part I)» «Легенда. Часть 1»          | Тони Уормби           | Шейн Брэннан                              | 28 апреля 2009    | 16,70                  |
| Двое лос-анджелесских агентов морской полиции Сэм Ханна и Кенси Блай следят за идущим по улице мужчиной с серебристым кейсом в руке. Внезапно на улице начинается стрельба, люди разбегаются по сторонам, мужчина бросает кейс и убегает. Кенси и Сэм теряют его из виду и видят, что мужчина бросил кейс, в котором лежали деньги, и скрылся. |    |                                               |                       |                                           |                   |                        |
| 136 | 23 | «Legend (Part II)» «Легенда. Часть 2»         | Джеймс Уитмор-младший | Шейн Брэннан                              | 5 мая 2009        | 16,72                  |
| Гиббс и МакГи продолжают поиски террориста, а Каллен притворяется торговцем оружием – Лайамом, чтобы выйти на след террористической ячейки. Он приходит на место встречи, и когда в дверь номера стучат, он открывает дверь и видит на пороге Майкла Ривкина. Тот наставляет на Каллена пистолет и спрашивает, кто он такой. |    |                                               |                       |                                           |                   |                        |
| 137 | 24 | «Semper Fidelis» «Всегда верен»               | Тони Уормби           | Джесс Стерн                               | 12 мая 2009       | 16,20                  |
| Четверо высокопоставленных чиновников сидят за покерным столом в доме одного из них. Заслышав за окном шум, один из них подходит к стеклянной двери, вызывает охрану – агента Фостер-Йейтс, и в этот момент на стекло падает тело мертвого мужчины. Тони, Зива и МакГи приезжают на место первыми, и пока Гиббс говорит с Форнеллом, они дожидаются появления Даки. |    |                                               |                       |                                           |                   |                        |
| 138 | 25 | «Aliyah» «Исход»                              | Деннис Смит           | Дэвид Норт                                | 19 мая 2009       | 16,51                  |
| Зива возвращается домой на машине, говоря с кем-то по телефону. В окне она видит тени кого-то дерущегося, поднимается наверх, и когда открывает дверь, то видит Тони и Майкла на полу. Тони опускает пистолет, Зива подбегает к Майклу и кричит Тони вызвать скорую помощь. Чуть позже Зива стоит в больничном коридоре, а Тони смотрит на неё через дверь. |    |                                               |                       |                                           |                   |                        |